# Stony Point (Míchigan)
Stony Point es un lugar designado por el censo ubicado en el condado de Monroe en el estado estadounidense de Míchigan. En el Censo de 2010 tenía una población de 1724 habitantes y una densidad poblacional de 593,26 personas por km².

## Geografía
Stony Point se encuentra ubicado en las coordenadas 41°56′50″N 83°16′17″O / 41.94722, -83.27139. Según la Oficina del Censo de los Estados Unidos, Stony Point tiene una superficie total de 2.91 km², de la cual 2.87 km² corresponden a tierra firme y (1.25%) 0.04 km² es agua.

## Demografía
Según el censo de 2010, había 1724 personas residiendo en Stony Point. La densidad de población era de 593,26 hab./km². De los 1724 habitantes, Stony Point estaba compuesto por el 96.98% blancos, el 0.75% eran afroamericanos, el 0.41% eran amerindios, el 0.35% eran asiáticos, el 0% eran isleños del Pacífico, el 0.41% eran de otras razas y el 1.1% pertenecían a dos o más razas. Del total de la población el 2.44% eran hispanos o latinos de cualquier raza.